# Valeria Gastaldi
Valeria Gastaldi Cantón (San Isidro, provincia de Buenos Aires; 5 de diciembre de 1981) es una actriz y cantante argentina. Conocida por ser una de las integrantes del grupo de pop femenino Bandana.

## Carrera

### Primeros años
A los 13 años comenzó a trabajar en televisión y comedia musical (participó en la serie Mi familia es un dibujo en 1996). Más adelante, se trasladó a Nueva York donde estudió teatro y preparación vocal en el Stella Adler Conservatory of Acting. 
Además de cantar, componer y actuar, también toca el piano y la guitarra.

### 2001 - 2020: Bandana
En 2001, teniendo diecinueve años, resultó seleccionada junto a Virginia da Cunha, Lourdes Fernández, Lissa Vera e Ivonne Guzmán, en el programa de televisión Popstars para formar parte de la agrupación femenina de pop Bandana que llegó a un alto nivel de ventas de discos adquiriendo popularidad en su país de origen, Uruguay, Paraguay y Perú. 
Con Bandana, Valeria grabó cuatro discos, filmó una película, realizó una gira internacional y fue galardonada con los Premios Gardel, Martín Fierro y MTV. Como compositora, Valeria colaboró con el tema «Hoy empieza», editado en el segundo CD de la banda.

### 2007 - 2008: Cuando no estás
El primer disco como solista de Valeria, Cuando no estás, contiene once temas de su autoría. Fue producido por Cachorro López y coproducido por Sebastián Schon. Bajo el sello de Universal Music, se lanzó en México en el mes de agosto de 2007, en Argentina el 11 de octubre y en los Estados Unidos el 20 de mayo de 2008 y el 16 de septiembre en formato convencional.
El primer sencillo del disco fue «Inventario» el cual logró una fuerte repercusión en México. «Cuando no estás» es el segundo sencillo del disco, el cual logró repercutir en los medios y fue uno de los videos más vistos de YouTube y en ventas.
El disco tuvo una presentación oficial en Argentina en la Sala Picasso del "Paseo La Plaza" en julio de 2008. Con este disco realizó en 2007 y 2008 una extensa gira por México participando de los más importantes festivales de música y fue banda soporte de Paulina Rubio y Luis Fonsi en Estados Unidos.

### 2011: Contigo
En 2011 Valeria lanzó «Espejos» el primer sencillo de su segundo disco Contigo, que salió a la venta en junio del mismo año y fue producido por Juan Blas Caballero. El 6 de mayo, Valeria fue la artista invitada como telonera del show de Miley Cyrus en el Estadio River Plate ante 30000 personas.
Contigo representa las alegrías, la paz, el desafío y el aprendizaje que ella transitó a lo largo de dos años de trabajo y la llegada de su hijo: "Fueron dos largos años de trabajo; comencé el proceso de creación del disco junto con mi primer embarazo, el desafío más importante de mi vida. Así el disco fue tomando forma sobre la base de la transformación que fui haciendo como mujer y como persona... Y en medio de todo esto fui encontrando mi nueva música, las melodías, el camino... expresando en las letras de las canciones todo lo que me estaba pasando y atravesando.", cuenta Valeria sobre el proceso creativo del álbum.

## Discografía
Álbumes con Bandana
- 2001: Bandana (BMG)
- 2002: Noche (BMG)
- 2003: Vivir intentando (BMG)
- 2004: Hasta siempre (BMG)

### Regreso de la banda Bandana
El 8 de julio de 2016, Bandana regresó al Teatro Lola Membrives, junto con Lourdes Fernández, Virginia da Cunha y Lissa Vera.
Álbumes solista
- 2007: Cuando no estás (Universal)
- 2011: Contigo (Sony Music)
- 2014: Mírame de cerca (Universal)

Sencillos
- «Eres la música en mi» feat Daniel Rodrigo Martins. Banda sonora de High School Musical 2 “Edición Argentina”.
- «Inventario» Sencillo lanzado solo para México y Argentina.
- «Cuando no estás» Primer sencillo lanzado a nivel internacional y el segundo en ser lanzado en México y Argentina.
- «Necesito» Segundo sencillo lanzado a nivel internacional y el tercero en México y Argentina.
- «Espejos» Primer sencillo del disco Contigo.
- «Tú» Segundo sencillo del disco Contigo.
- «Estampida de Elefantes» Tercer sencillo del disco Contigo.
- «No me dejes ir» Primer sencillo del disco Mírame de cerca.
- «Mover tu cama» Segundo sencillo del disco Mírame de cerca.
- «Misterios Bajo el Sol» Tercer sencillo del disco Mírame de cerca.

## Filmografía
| Años | Ficción                 | Personaje          |
| ---- | ----------------------- | ------------------ |
| 1996 | Mi familia es un dibujo | Natalia "Nati"     |
| 1996 | Chiquititas             | Amiga de Nadia     |
| 2002 | Son amores              | Ella misma (cameo) |
| 2006 | Soy tu fan              | Maru               |
| 2011 | Volver al ruedo         | Mori               |
| 2016 | Educando a Nina         | Ella misma (cameo) |

| Años | Película                    | Personaje        |
| ---- | --------------------------- | ---------------- |
| 2003 | Vivir intentando            | Valeria          |
| 2004 | Hasta siempre               | Ella misma       |
| 2018 | 27: El club de los malditos | Chica perdida #2 |

| Años | Programa    | Rol       |
| ---- | ----------- | --------- |
| 2013 | Intratables | Panelista |